# Tutti a casa
(Il sottotenente Innocenzi al telefono, ancora ignaro dell'armistizio)
Tutti a casa è un film del 1960 diretto da Luigi Comencini, sceneggiato dal regista stesso insieme a Marcello Fondato e alla coppia Age & Scarpelli.
Considerato tra i capolavori di Comencini e uno dei più importanti e rappresentativi film del cinema italiano, si aggiudicò il premio della giuria al Festival di Mosca e due David di Donatello, assegnati ad Alberto Sordi e al produttore Dino De Laurentiis. Tutti a casa è stato in seguito inserito, come opera simbolica, nella lista dei 100 film italiani da salvare.

## Trama
Coste del Veneto, 8 settembre 1943. Nella cucina di una caserma del Regio Esercito italiano, la radio diffonde il proclama Badoglio con cui si annuncia l'armistizio dal nuovo governo. L'entusiasmo scoppia rapidamente e sulle bocche dei militari risuona l'urlo "La guerra è finita, tutti a casa!". Ma la realtà, ben presto, si rivelerà drammaticamente diversa: gli alleati tedeschi sono diventati all'improvviso nemici e le truppe italiane senza ordini precisi si ritroveranno allo sbando.
Il sottotenente del Regio Esercito italiano Alberto Innocenzi e i suoi artiglieri, che si trovavano in servizio fuori sede, apprendono tardi la notizia dell'armistizio e finiscono così sotto il fuoco dei tedeschi, con Innocenzi che pensa che "i tedeschi si sono alleati con gli americani". Il sottotenente, ligio al dovere, attende ordini e cerca un comando cui presentarsi. Il reggimento si sfalda, e molti, stanchi della guerra, tornano a casa, alle proprie famiglie. Con il geniere Ceccarelli, il sergente Fornaciari e l'artigliere Codegato, anche il sottotenente Innocenzi comincia il difficile ritorno a casa, abbandonando a poco a poco il linguaggio ed il piglio militaresco per adattarsi al tragico momento.

Indossati gli abiti borghesi e piantati in asso dai loro camerati, Innocenzi e Ceccarelli continuano il loro viaggio, sfuggendo dapprima alla cattura da parte dei tedeschi, nascondendosi al passaggio di uno dei primi "treni della morte" con soldati prigionieri italiani e alleati destinati ai campi di prigionia in Germania; dopo il passaggio del treno una bambina raccoglie i "bigliettini" dei deportati.
Ricongiuntisi coi compagni, incontrano un gruppo di partigiani, ma non vi si uniscono, assistendo, senza nulla fare, alla cattura di una ragazza ebrea da parte dei tedeschi; in sua difesa interviene il solo Codegato, che muore difendendola. I tre superstiti raggiungono la casa di Fornaciari, fraternizzando con un soldato americano nascosto in soffitta. Durante la notte però il soldato americano e Fornaciari vengono portati via dai fascisti.
In compagnia ormai del solo Ceccarelli, Innocenzi finalmente giunge a casa, a Littoria (l'attuale Latina). Qui trova la propria abitazione ridotta ad una camera, con il padre che si lamenta di dover cuocere la minestra di cicoria con il fuoco ricavato da palle di carta e che vuol mandare subito via di casa il figlio: per denaro, infatti, vorrebbe farlo arruolare nell'esercito della neonata Repubblica Sociale. A questo punto Innocenzi preferisce lasciare la casa, uscendo dalla finestra e seguendo Ceccarelli verso sud.
Nei pressi di Napoli i due sbandati tentano di comprare la propria libertà con un pacco che conteneva tartufi e salumi, ma Ceccarelli non sa che gli altri militari hanno divorato tutto e hanno sostituito il contenuto con stracci e sassi; catturati dai fascisti che li consegnano ai tedeschi, vengono messi a lavorare tra le macerie di Napoli per l'Organizzazione Todt. I due cercano di fuggire, ma Ceccarelli è colpito a pochi metri dalla sua casa, che ha rivisto da lontano sulla via dei lavori forzati.
Attorno a loro scoppia la rivolta popolare, sono le quattro giornate di Napoli. I lavoratori forzati scappano in cima a un campanile, mentre Ceccarelli muore. La sua morte scuote Innocenzi, che comprende di non poter più stare a guardare. Reagisce e si unisce alla lotta per la liberazione della città. È il 28 settembre 1943, Napoli sta per essere raggiunta dagli Alleati. Il film finisce con Innocenzi che, ritrovata la sua dignità di uomo ed ufficiale, dopo averla rimessa in sesto, spara con una mitragliatrice contro i tedeschi.

## Produzione
I ruoli di Alberto Sordi ed Eduardo De Filippo, che nel film interpretano rispettivamente figlio e padre, furono pensati per Vittorio Gassman e Totò.
Malgrado il film sia ambientato per lunghi tratti nella pianura veneta, molte scene furono girate a Livorno e nelle campagne circostanti (zone portuali di via Leonardo da Vinci, Complesso Gherardesca, via delle Sorgenti, Puzzolente e vicina casa colonica, Pontino e scali degli Avvalorati, all'epoca ancora semidistrutti a seguito degli eventi bellici del 1940 - 1943). Tra le scene più celebri, si ricordano: la fuga di alcuni militari di fronte all'autoblindo tedesco, l'arrivo di Innocenzi con il carico di farina nella città bombardata, la scelta del protagonista di tornare a combattere.
Altre scene importanti furono girate in Toscana: la caserma mostrata all'inizio del film è la colonia estiva Rosa Maltoni Mussolini di Calambrone (Pisa). L'episodio che mostra la fuga dei soldati nella galleria fu realizzato presso il tunnel ferroviario di Orciano Pisano, sulla linea Pisa-Vada; la locomotiva che compare è la 735.010, che a quel tempo era assegnata al deposito locomotive di Livorno. Le scene dell'assalto notturno al treno, con la sosta del convoglio in galleria, furono girate lungo la linea Orte-Capranica e la locomotiva è la 625.107 del DL di Roma Smistamento. La scena del ragazzo che punta il mitra a Sordi e Reggiani nella stazione di Villa Literno in realtà fu girata nella stazione di Salone, lungo la linea Roma-Tivoli; s'intravede la locomotiva 735.048 del deposito di Roma Smistamento.
Il ministro della Difesa Giulio Andreotti rifiutò di mettere a disposizione due carri armati, che furono così costruiti in compensato.

## Distribuzione
Il film uscì nelle sale cinematografiche italiane il 27 ottobre del 1960, poi fu esportato nei seguenti paesi:
- Francia: La grande pagaille, 19 maggio 1961;
- Unione Sovietica: ВСЕ ПО ДОМАМ (Tutti a casa), luglio 1961 (Moscow Film Festival);
- Danimarca: Vejen tilbage, 15 febbraio 1962;
- Finlandia: Sodan helvetti, 6 aprile 1962;
- USA: Everybody Go Home, 5 novembre 1962 (New York City, New York);
- Spagna: Todos a casa, 16 settembre 1963 (Madrid);
- Ungheria: Mindenki haza!;
- Germania Ovest: Der Weg zurück;
- Germania Est: Zwischen den Fronten;
- Grecia: Oi 4 fygades;
- Argentina: Regreso a casa;
- Brasile: Regresso ao Lar;
- Turchia: Vatana dönüs;
- Danimarca: Vejen tilbage.

## Incassi
Tutti a casa fu un grande successo, incassando all'epoca £ 1.171.000.000

## Critica
(Morando Morandini)
Pochi film hanno parlato unendo sorriso, ironia, pietas e dramma degli eventi bellici riguardanti l'Italia. In questo caso, commedia e tragedia sono uniti insieme nel paradosso della guerra e degli eventi storici. Il protagonista è Alberto Sordi, già interprete de La grande guerra (1959) di Monicelli, che torna in divisa ma stavolta ai tempi della seconda guerra mondiale, impersonando, come sua consuetudine, il volto umano dell'italiano medio, con i suoi pregi e i suoi difetti.
Luigi Comencini diresse il film con estrema umanità e con rispetto della verità storica. Tutti a casa è a suo modo un documento, realizzato meno di vent'anni dopo, dell'8 settembre, la data che ha segnato drammaticamente la storia dell'Italia, e dei mesi che seguirono. Tutti a casa offre una duplice chiave di lettura: quella storica, spiegando i fatti (dall'arruolamento forzato nella RSI ai traumi personali) che spinsero molti uomini privi di spirito marziale a trovarsi eroi per caso, a volte contro la propria volontà; quella metastorica, in cui l'Anabasi del sottotenente Innocenzi attraverso l'Italia è la metafora del percorso di conversione da spettatore passivo di una catastrofe, attento solo a non subirne gli effetti, ad attore partecipe della lotta necessaria per il cambiamento, anche a rischio della propria vita. Con un paradosso fra il titolo del film e la morte dei compagni del protagonista, proprio quando sono arrivati a casa.
Alcuni critici e storici hanno tuttavia sottolineato come il gesto finale di Sordi, che ritrova all'improvviso il coraggio e si mette a sparare contro i tedeschi, sia poco credibile, non privo di retorica, e diminuisca la forza pacifista del film.

## Manifesti e locandine
La realizzazione dei manifesti e locandine del film fu affidata al pittore cartellonista Enrico De Seta.

## Citazioni
L'episodio del treno sovraffollato e bloccato dal fumo in galleria è una diretta citazione della tragedia del treno 8017, nota come disastro di Balvano.

## Riconoscimenti
- 1961 - Festival di Mosca
  - Premio speciale della giuria
- 1961 - David di Donatello
  - Miglior produttore
  - Miglior attore protagonista (Alberto Sordi)